# Savinsko
Savinsko je naselje v Občini Makole. Nahaja se na severovzhodu Slovenije, ob levem bregu Dravinje, ter spada pod Štajersko pokrajino in Podravsko regijo.